# Orchid Journal
Orchid Journal (abreviado Orchid J.) fue una revista con ilustraciones y descripciones botánicas que fue editada en Pasadena, Berkeley (California) desde el año 1952 hasta 1955. Se publicaron 3 números.